# Cliff Britton
Clifford Samuel Britton (* 29. August 1909 in Bristol; † 1. Dezember 1975 in Kingston upon Hull) war ein englischer Fußballspieler und Fußballtrainer.

## Leben und Karriere

### Spielerkarriere
Als Spieler begann Britton seine Profikarriere 1928 bei den Bristol Rovers und wechselte 1930 zum FC Everton. Anfangs nur in der zweiten Mannschaft, gehörte er 1933 zu den wichtigsten Spielern des FA-Cup-Triumphs der Toffees. Er war einer der großen Spielmacher dieser Ära. Sein letztes Ligaspiel bestritt er am 15. April 1939 gegen Preston North End. International spielte er neun Mal für die englische Fußballnationalmannschaft.

### Trainerkarriere
Nach dem Zweiten Weltkrieg wurde Britton Trainer vom FC Burnley. Nach dem Aufstieg und einem FA-Cup-Finale wurde er 1948 Trainer des FC Everton. Als Trainer der Toffees gab er 28.000 £ für neue Spieler aus, was den Erfolg trotzdem nicht größer machte. Die Mannschaft stieg ab. 1956 nach erfolglosen Versuchen wieder aufzusteigen wechselte er zu Preston North End. Nach sehr erfolgreichen Jahren und einige „Fast-Meistertitel“ musste er mit dieser Mannschaft ebenfalls absteigen. Die nächsten Jahre trainierte er bei Hull City. 1970 beendete er seine Trainerkarriere. Fünf Jahre später starb Cliff Britton.

### Erfolge
als Spieler 
- 1 × englischer Pokalsieger mit dem FC Everton (1933)